# Кітей
Кітей — невелике, добре укріплене місто Боспорської держави на березі Чорного моря, за 38 км на південний захід від Пантікапею біля сучасного села Завітного Ленінського району АР Крим.

## Історія
Місто під різними назвами: Кит, Кідеака згадується в працях античних авторів. Поселення виникло в процесі боспорської реколонізації V ст. до н. е. та проіснувало до V ст. н. е. У IV ст. до н. е. його територія була обнесена оборонною стіною. Найвищого розквіту Кітей досяг у I—II століттях завдяки торгівлі хлібом. Іншими заняттями населення були металообробка, гончарство, рибальство.

## Опис
Античне городище Кітей розташовується на горбистій берегової рівнині. Руїни міста займають 4,5 га. До структури археологічного пам'ятника входять:
1. Оборонні стіни.
2. Громадські будівлі (храм і святилище).
3. Житлова й господарська забудова.
4. Зольник.
5. Некрополь.

Кріпосні стіни, зведені у 4 ст. до н. е. мають ширину 2.20 — 2.50 м. Складені з вапнякових плит. Посилені вежами і ровом завширшки до 6.0 м. Найпотужніші стіни — зі східного приморського боку городища (до 3.2 м) і північна стіна (2.9 м). Збережена західна стіна (завширшки 1.7 м) зведена у II ст. до н. е.
На території міста зводились житлові та господарські комплекси. Є відомості про спорудження там храму «Богові, який гримить». На це вказує знахідка мармурового храмового жертовного столу в підставками у вигляді бюстів каріатид і написом, в якому згадується факт споруди міською громадою храму вказаному божеству.
У другій половині IV ст. до н. е. в приморській частині зводиться ще один культовий комплекс, який практично не зберігся (вівтарі і привівтарні ями).
Знахідки архітектурних деталей свідчать про наявність ордерної забудови.
До найбільш ранніх житлових будівель належать залишки землянок. Найбільш рання житлова забудова датується 1 половиною IV ст. до н. е. До того часу належать однокамерні будинки з двориками і вимостками та водозбірні цистерни.
Відзначено руйнування III — II ст. до н. е. і значна перебудова городища, включаючи будівництва західної куртини.
До другої половини I ст. до н. е. належать сліди сильних руйнувань і пожеж, (включаючи наконечники стріл, встромлені в стіни; ймовірно пов'язані з подіями правління Полемона на Боспорі).
У III — 1 половині IV ст. н. е. проводяться завершальні перебудови городища і оборонних споруд. Багато будинків зводяться на старих фундаментах.
Останній період існування міста — візантійського часу.
У центральній частині городища розташований зольник, що являє собою високий пагорб. Потужність сміттєвих нашарувань досягає 12 м.
Найбільш ранні поховання міського некрополя належать до IV ст. до н. е. Основна маса досліджених поховань належить до перших століть н. е.

## Згадування в античних та візантійських джерелах
Кітей згадують у своїх письмових джерелах багато античних та візантійських авторів, в тому числі:
- Псевдо-Скилак (IV ст. до н. е.)
- Гай Пліній Секунд (23-79 рр. н. е.)
- Клавдій Птолемей (1 половина II ст. н. е.)
- Стефан Візантійський (III — IV ст. н. е.).

## Дослідження
Місто локалізоване П. С. Палласом (1883). Перший план городища складений в 1820 р. П. Дюбрюксом, який помилково прийняв його за будівельні залишки Акри. Дослідження городища проводили Ю. Ю. Марті, В. Ф. Гайдукевич, Н. С. Бєлова, С. С. Безсонова, Є. О. Молєв. Некрополь городища вивчався експедицією В. А. Хршановського, а некрополь Джург-Оба (на північ від городища) — О. Л. Єрмоліним.